# Ljusspår
Se även artikeln Elljusspår för ljusspår i mer allmänt känd innebörd (att användas dagtid, belyst med "gatlyktor"). Nedanstående artikel gäller icke-elektriska ljusspår, främst i scoutsammanhang.
I scout- och friluftssammanhang är ett ljusspår en kortare kvälls- eller nattrunda, utstakad av ljuspunkter i form av till exempel fotogenlampor eller värmeljus.

## Syfte
Syftet är ofta att personerna som går spåret skall reflektera över något, vilket kan presenteras med saker eller korta texter vid ljuspunkterna. Man kan också låta bli att styra deltagarnas reflektioner och bara satsa på att designa ljuspunkterna snyggt, till exempel med hjälp av hål i konservburkar som bildar mönster genom vilket ljuset strålar ut över omgivningen eller färgade papper på fotogenlampor. 
Själva förflyttningen kan också vara en del av syftet med ljusspåret (till exempel från lägerbål till sovplats), men nästan lika ofta läggs ljusspåret i en runda så att man kommer tillbaka till startpunkten.

## Belysning
Det går att använda elektriska ljuskällor som ficklampor, men det är mindre vanligt än fotogenlampor och värmeljus. Belysningen får dock inte vara för kraftig, den skall vara ett riktmärke så att man hittar nästa punkt i spåret, och kan läsa eventuell text där. Men man behöver nog ha anpassat sin syn till mörkerseende för att se ordentligt. Om belysningen är till för att lysa upp hela stigen (jämför gatubelysning) blir det snarare ett elljusspår.